# Bryocodia paulina
Bryocodia paulina är en fjärilsart som beskrevs av Jones 1921. Bryocodia paulina ingår i släktet Bryocodia och familjen nattflyn. Inga underarter finns listade i Catalogue of Life.